# كلوديا سوتو
كلوديا باولا سوتو فيغيروا (من مواليد 6 يوليو 1993) هي لاعبة كرة قدم تشيلية. تلعب كلاعبة خط وسط دفاعي لنادي سانتوس البرازيلي والمنتخب التشيلي النسائي.

## روابط خارجية
- كلوديا سوتو على موقع الاتحاد الدولي (مؤرشف)  (الإنجليزية)
- كلوديا سوتو على موقع قاعدة بيانات كرة القدم.إي يو (الإنجليزية)